# PATCO Speedline
La PATCO Speedline y coloquialmente conocida como High Speed Line, es un sistema de tránsito rápido operado por Port Authority Transit Corporation, en la cual opera en Filadelfia, Pensilvania y el condado de Camden, Nueva Jersey. La Speedline opera subterraneamente en Filadelfia, cruzando el río Delaware en el Puente Benjamin Franklin, opera subterraneamente en Camden, después opera en a nivel de calle en Nueva Jersey hasta el extremo este de la línea. El Port Authority Transit Corporation y la Speedline son propiedad y operadas por la Autoridad Portuaria del Río Delaware. La operación de Speedline inició el 15 de febrero de 1969, con el primer viaje desde Lindenwold, Nueva Jersey, a Center City, Filadelfia. La línea transporta a más de 33,000 al día, y opera las 24 horas al día, uno de cuatro sistemas en los Estados Unidos en operar así.

## Estaciones

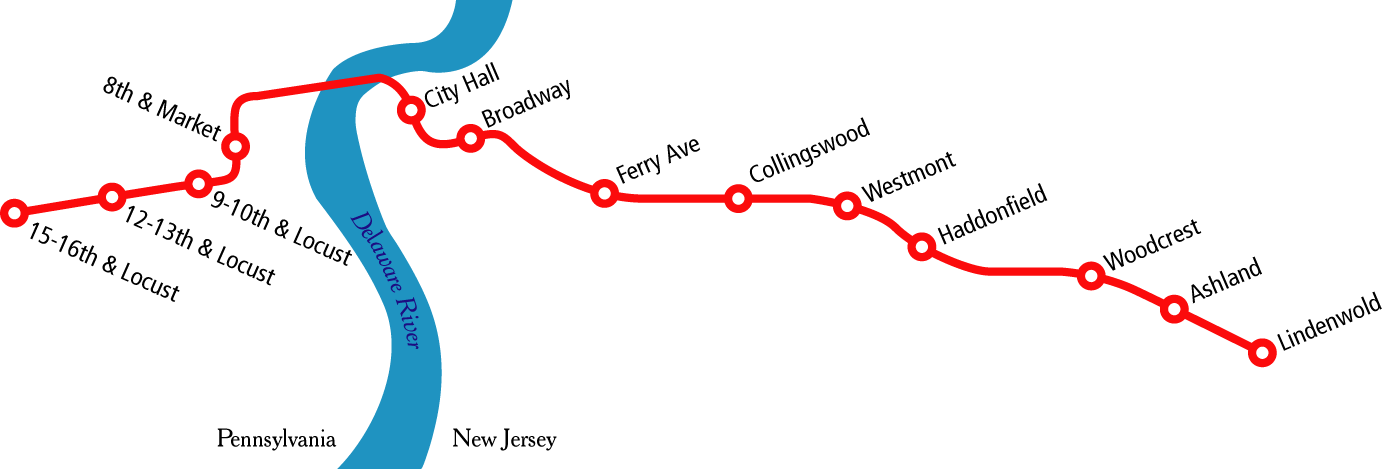
Mapa del Sistema PATCO Speedline

| Estado | Municipalidad            | Estación                                     | Notas                                                               | Servicio                                                                           |
| ------ | ------------------------ | -------------------------------------------- | ------------------------------------------------------------------- | ---------------------------------------------------------------------------------- |
| PA     | Filadelfia               | 15-16th & Locust                             | Fin de la línea de la Línea de la Calle Broad del SEPTA             | Todos los trenes                                                                   |
| PA     | Filadelfia               | 12-13th & Locust                             | cerca del Línea de la Calle Broad del SEPTA                         | Todos los trenes                                                                   |
| PA     | Filadelfia               | 9-10th & Locust                              |                                                                     | Todos los trenes, excepto cuando están cerrados entre las 12:30 a. m. – 5:00 a. m. |
| PA     | Filadelfia               | 8th & Market                                 | transferencia a línea Market-Frankford del SEPTA y Broad-Ridge Spur | Todos los trenes                                                                   |
| PA     | Filadelfia               | Franklin Square                              | cerrada desde 1979. Planeada a reabrirse, sin fecha.                | —                                                                                  |
| NJ     | Camden                   | City Hall                                    |                                                                     | Todos los trenes                                                                   |
| NJ     | Camden                   | Broadway (Walter Rand Transportation Center) | transferencia a la línea River del New Jersey Transit               | Todos los trenes                                                                   |
| NJ     | Camden                   | Avenida Ferry                                |                                                                     | Todos los trenes                                                                   |
| NJ     | Collingswood             | Collingswood                                 |                                                                     | Trenes locales solamente                                                           |
| NJ     | Municipio de Haddon      | Westmont                                     |                                                                     | Trenes locales solamente                                                           |
| NJ     | Haddonfield              | Haddonfield                                  | La única estación al este de Camden para ser subterránea.           | Trenes locales solamente                                                           |
| NJ     | Municipio de Cherry Hill | Woodcrest                                    | estacionamiento cerca de la interchange (Salida 31) con I-295       | Todos los trenes                                                                   |
| NJ     | Municipio de Voorhees    | Ashland                                      | Original terminal                                                   | Todos los trenes                                                                   |
| NJ     | Lindenwold               | Lindenwold                                   | transferencia a la línea Atlantic City del New Jersey Transit       | Todos los trenes                                                                   |